# Усть-Караболка
Усть-Кара́болка — деревня в Каслинском районе Челябинской области России. Входит в состав Огневского сельского поселения.

## География
Находится на левом берегу реки Караболка, вблизи места впадения её в реку Синара, примерно в 57 км к востоку-северо-востоку (ENE) от районного центра, города Касли, на высоте 149 метров над уровнем моря.

## История
Деревня была основана в XVIII веке и первоначально называлась Сушино, так как была заселена крестьянами помещика Сушина. После 1861 года стала административным центром Усть-Карабольской волости Шадринского уезда Пермской губернии. В тот же период деревня получила своё современное название. В 20-е годы XX века являлась центром Усть-Карабольского сельсовета Багарякского района. В период коллективизации в Усть-Караболке был создан колхоз «Трудовик», объединённый в 1951 году с колхозом «Победа» из близлежащего одноимённого посёлка, который, в свою очередь, был объединён с деревней в конце 50-х годов. С 1960 года на территории деревни располагалось отделение совхоза «Огневский».

## Население
| 2002 | 2010 |
| ---- | ---- |
| 142  | ↘86  |

По данным Всероссийской переписи, в 2010 году численность населения деревни составляла 86 человек (41 мужчина и 45 женщин).

## Улицы
Уличная сеть деревни состоит из 3 улиц.